# Solone, Dnipropetrovsk
Solone (în ucraineană Солоне) este așezarea de tip urban de reședință a raionului Solone din regiunea Dnipropetrovsk, Ucraina. În afara localității principale, mai cuprinde și satele Apollonivka, Ciuvîlîne, Dniprovske, Honcearka și Serhiivka.

## Demografie
Componența lingvistică a așezării de tip urban Solone
     Ucraineană (92,49%)
     Rusă (6,95%)
     Alte limbi (0,12%)
Conform recensământului din 2001, majoritatea populației așezării de tip urban Solone era vorbitoare de ucraineană (92,49%), existând în minoritate și vorbitori de rusă (6,95%).